# 対象関係論
対象関係論（たいしょうかんけいろん、英: Object relations theory）は精神分析の一方法論である。ジークムント・フロイトの理論を基に、メラニー・クラインらが児童や精神病性疾患の精神分析に取り組む中で、新しいやり方として発展した。

## 概要
概ね「ヒト」を意味することの多い対象、つまり自分以外の存在との関係性の持ち方に焦点が当てられる。この関係性の持ち方には外的なもの（現実的なもの）と内的なもの（個人の心の中のもの）とのずれがあり、このずれを本人がどのように体験しているかを実際の治療場面では扱う。
ジークムント・フロイトの精神分析においては治療は無意識やリビドー（性欲）の抑圧などに主眼をおき、治療者がそれに解釈を与えることによって治療が成り立つとしていた。対象関係論では対象関係が問題の中枢であり、治療者と被治療者の間に何が起こっているのかについて詳しくとらえる事が治療上重要とされている。

## 歴史
「対象関係」と呼ばれているが、これは「対人関係」と同意ではない。対象関係論における「対象」という言葉は、幼児期における対象、つまり母親を指している。幼児の目の前にいる現実の母親の反応も考慮するが、基本的に重要視されるのは幼児と母親との内的・心的関係である。
そのため「対象」といっても、精神分析学の祖フロイトと同じく、心の中に存在している対象イメージを指しているのであり、対象関係論ではその心の中の対象イメージと、自我もしくは自己の関係を研究していく事が中心となっている
現実生活における精神異常や行動異常はこの対象イメージの歪みや、それが悪くなっていたり、それへの執着の結果として生じると考えられているのであって、現在の対人関係が悪いから精神病理が生じるという考え方ではない、という点には注意する必要がある。
特にメラニー・クラインにおいては生まれたばかりの赤ん坊が体験した子供と母親との早期関係を探求するのであり、子供が大きくなった後の母親との関係も、飽くまで子供の心の中に根付いている内的対象関係を探求するのである。
無意識、特に内的対象に目を向けるという事で、対象関係論はアンナ・フロイトが率いる自我心理学や、ハリー・スタック・サリヴァンの創設した対人関係論とは正反対の装いをしている。これらの学派は無意識ではなく、自我や現実適応や実際の対人関係に注目しているためである。
ちなみに対象関係論はメラニー・クラインから始まったと言われているが、「対象関係論」という言葉を使い始めたのは英国学派のロナルド・フェアバーンだと言われている。そのため対象関係的な精神分析研究を始めた当時におけるメラニー・クラインの理論は「クライン派」というのが正しい。

## 理論
対象関係論においては０歳から２、３歳までの非常に早い幼児期の母子関係を研究するのが中心となっている。子供は母親を最初は「良い乳房」と「悪い乳房」に分離して認識しており、それは部分対象と呼ばれる。その後に発達するに従って、子供は母親を「良い乳房と悪い乳房の統合されたもの」として認識出来るようになり、それは全体対象と呼ばれる。この部分対象から全体対象への移行が子供の心的発達であり、また子供が母親からの依存を脱却して、自立するプロセスとなっている。
子供が母親を部分対象として認知する時期の子供の心的構造は分裂・妄想ポジションと呼ばれている。また子供が母親を全体対象として認知する自己の子供の心的構造は抑うつポジションと呼ばれている。
対象関係論的な精神分析を始めたメラニー・クラインは、この最も早期の子供時代における母親と子供の関係を重視して、精神分析の祖であるフロイトのエディプス・コンプレックスの生じる時期や超自我の発生する時期を改訂したりした。
対象関係論の貢献としては、言語を介した関係が持てるようになる前の段階や、理路整然さを失い非言語的な体験が優勢になった精神・心理状態の理解が可能になったことが上げられる。それまで治療の対象外とされていた疾患単位を扱えるようになり、境界例（境界性パーソナリティ障害）の治療においての心理療法/精神療法の復権が可能になった礎とも言われている。現在でも対象関係論は境界例や精神病（統合失調症）の治癒理論として大きく注目されている。

## 関連人物
- メラニー・クライン
- ロナルド・フェアバーン
- ドナルド・ウィニコット
- マイケル・バリント
- ウィルフレッド・ビオン